# Senboku (Akita)
Semboku (japonsky:仙北市 Semboku-ši) je japonské město v prefektuře Akita na severu ostrova Honšú. Žije zde téměř 28 tisíc obyvatel. V blízkosti městas se nachází turisticky oblíbené jezero Tazawa a horský pramen Tamagawa, který má největší průtok v celém Japonsku. Nachází se zde několik lázní.

## Partnerská města
- Ómura, Japonsko, od roku 1979
- Sanuki, Japonsko (1996)
- Šindžó, Japonsko (1996)
- Takahagi, Japonsko (1996)
- Hitači-Óta, Japonsko (1998)